# Carl Blechen

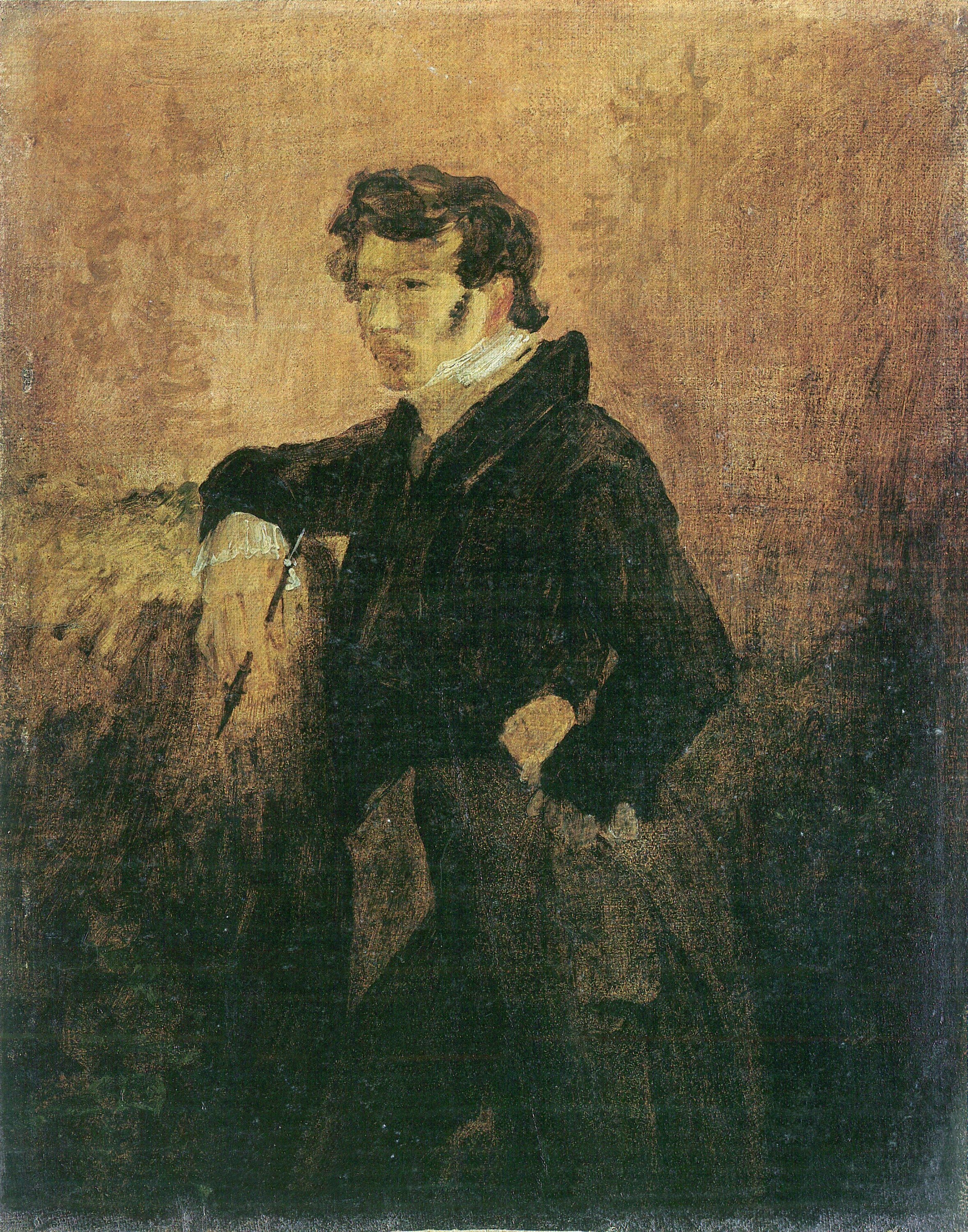
Carl Blechen, 1825

Carl Eduard Ferdinand Blechen (* 29. Juli 1798 in Cottbus; † 23. Juli 1840 in Berlin) war ein deutscher Landschaftsmaler und Professor für Landschaftsmalerei an der Berliner Akademie der Künste.

## Leben

### Familie und frühe Jahre

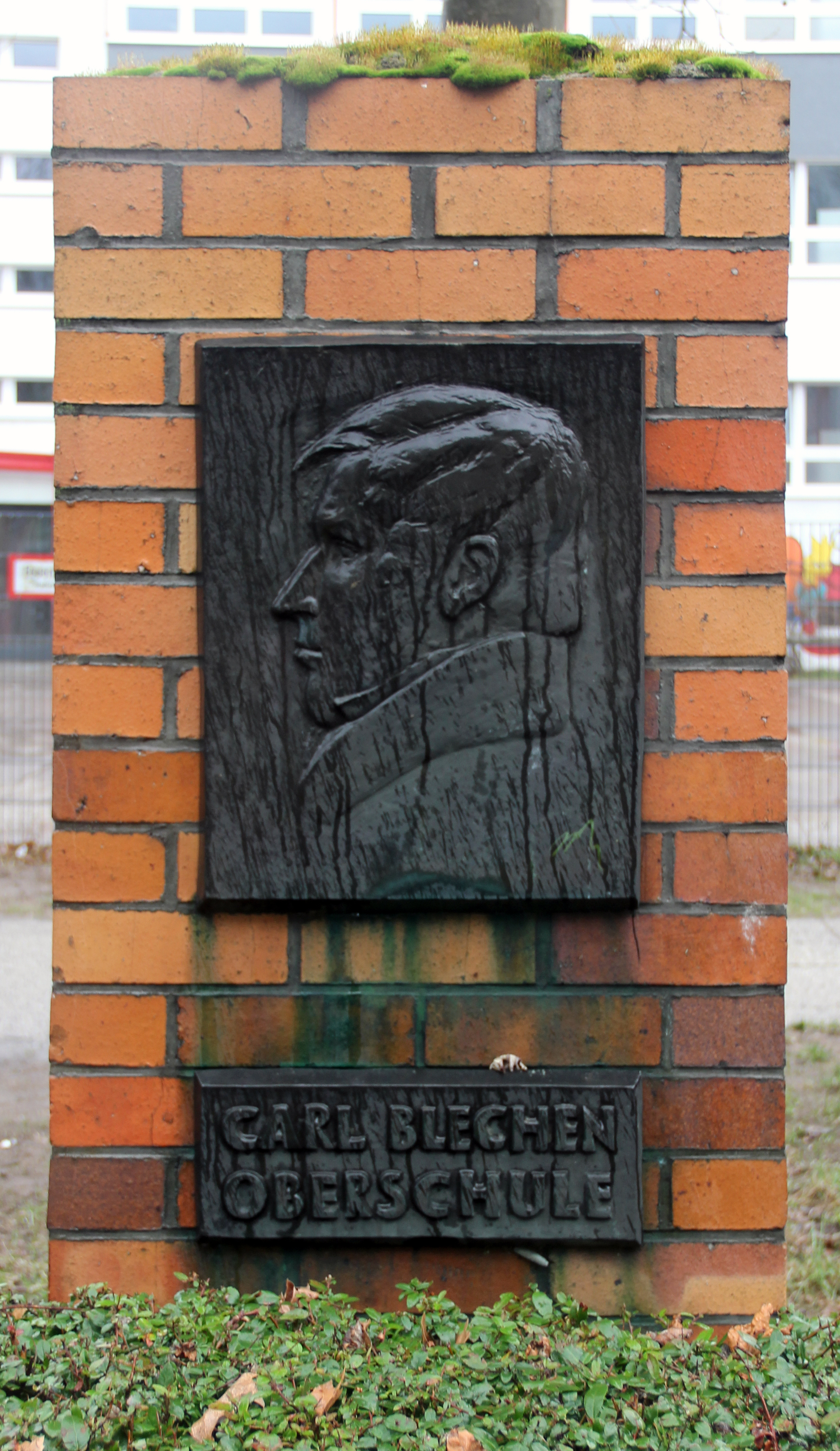
Gedenktafel, Cottbusser Straße 23, in Berlin-Hellersdorf

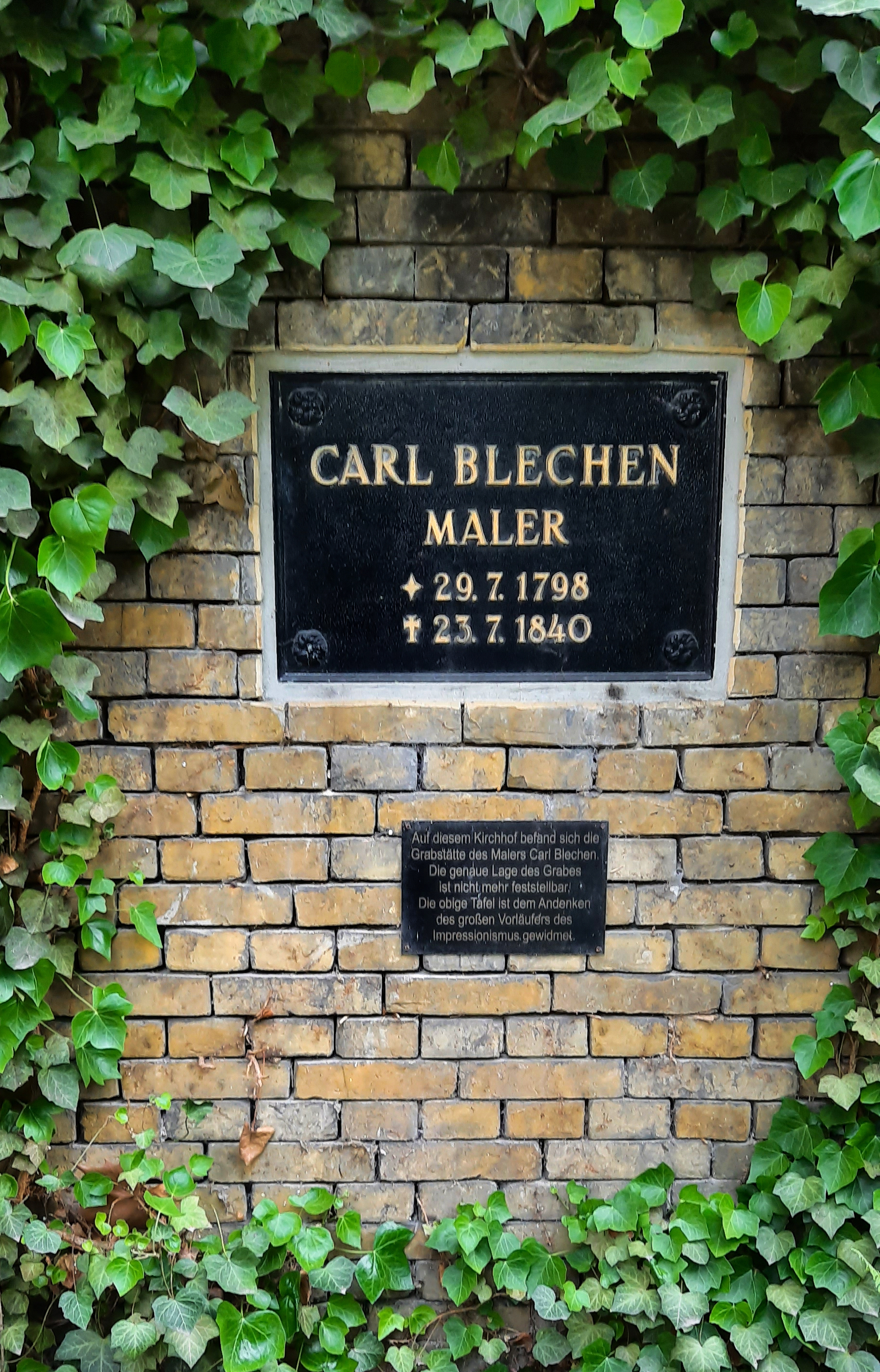
Gedenktafel auf dem Dreifaltigkeitskirchhof II

Carl Blechen wurde 1798 in der Luckischen Gasse (heute Berliner Straße) in Cottbus geboren. Er kam aus bescheidenen Verhältnissen. Sein Vater Adrian Blechen war ein Steuerbeamter aus Regensburg und seine Mutter Johanna Christiana, geborene Happatz, die Tochter eines wendischen Schneiders. Von 1805 bis 1815 besuchte Carl Blechen das Cottbuser Lyzeum an der Oberkirche, wo er besonders von dem Einfluss des Malers Christian Gottlieb Lemmrich profitierte, welcher zu dieser Zeit der Lehrmeister Blechens war. Da seine Eltern das Geld für ein Studium nicht aufbringen konnten, begann er eine Lehre als Bankkaufmann, die er im Jahre 1819 abschloss. Sofort danach meldete er sich freiwillig für die Dauer eines Jahres zum Garde-Pionier-Bataillon. Nach dieser Zeit begann er mit der Arbeit in einer Bank. In seiner Freizeit beschäftigte er sich zunehmend mit der Malerei. Im Jahre 1822 begann er ein Studium an der Berliner Akademie der Künste, ein Jahr später unternahm er eine Studienreise nach Dresden und in die Sächsische Schweiz.

### Freischaffender Künstler
Nach seiner Rückkehr erhielt Carl Blechen eine Anstellung als Dekorationsmaler am Königsstädtischen Theater am Alexanderplatz in Berlin. Am 27. Dezember 1824 heiratete er die Putzmacherin Henriette Boldt. Zwei Jahre später wurde Blechen in die Berliner Künstlervereinigung aufgenommen. 1827 erhielt er wegen eines Streites mit der Sängerin Henriette Sontag die Kündigung vom Theater. Seit dieser Zeit arbeitete Blechen als freischaffender Maler. Im Sommer 1828 folgte eine Studienreise an die Ostsee. Im Anschluss daran, von September 1828 bis November 1829, begab er sich auf eine ausgedehnte und rastlose Italienreise, wo er unter anderem mit Carl Wilhelm Götzloff zusammentraf und in deren Verlauf hunderte Skizzen entstanden, die später im Berliner Atelier ausgearbeitet wurden. Tief beeindruckt von der sonnenüberfluteten Landschaft gelangte Blechen zu einer neuen Seh- und Malweise, deren Wert sich aber für viele seiner Zeitgenossen nie erschließen sollte, da sie nicht dem damals üblichen „romantisierenden“ Stil entsprach, sondern mehr an der Realität orientiert war (z. B. seine Bilder der Papiermühlen bei Amalfi).

### Professor für Landschaftsmalerei an der Berliner Akademie
1831 wurde Carl Blechen auf Empfehlung Karl Friedrich Schinkels zum Professor für Landschaftsmalerei an der Berliner Akademie berufen. 1835 wurde er zum ordentlichen Mitglied ernannt.
Die nächste Reise des Malers führte ihn 1833 in den Harz; zwei Jahre darauf traten erste Anzeichen einer psychischen Erkrankung auf. Im selben Jahr wurde Blechen zum ordentlichen Mitglied der Akademie der Künste gewählt und unternahm eine weitere Reise, diesmal mit dem Ziel Paris.
Da sich der Gesundheitszustand des inzwischen bekannten Landschaftsmalers zunehmend verschlechterte und er unter starken Depressionen litt, erfolgte 1836 die Beurlaubung vom Lehramt. Im darauffolgenden Jahr musste Blechen in eine Klinik eingewiesen werden; anschließend begab er sich auf eine Erholungsreise nach Dresden. Seine letzte Zeichnung entstand zu dieser Zeit.
Am 23. Juli 1840 starb Carl Blechen in geistiger Umnachtung. Er fand seine letzte Ruhestätte auf dem Dreifaltigkeitskirchhof II in Berlin-Kreuzberg. Die genaue Lage des Grabes ist nicht mehr feststellbar. Eine Gedenktafel an der Friedhofsmauer im Feld B1 mit Markierung erinnert an Blechen. Sein Grab war bis zum Jahr 2014 als Ehrengrab in Berlin gewidmet.

## Werk
„Er war ein begnadeter Maler von Gottes Gnaden. Einer der wenigen Auserwählten, der nicht nur zu den Besten seiner Zeit gehörte …, sondern auch auf die Besten seiner Zeit, wie auf Menzel, einen entscheidenden Einfluß ausgeübt hatte.“

### Kunstgeschichtliche Einordnung
In Blechens Landschaftsbildern zeigt sich ein neuer Realismus, alte Positionen der Frühromantik werden aufgegeben. Blechen ironisiert die Erwartungshaltung eines Publikums, das an idealistische und heroische Überhöhungen von Landschaften gewöhnt ist, wie sie sich in Bildern eines Jakob Philipp Hackert oder eines Joseph Anton Koch zeigen, oder das Idyllen wie die eines Salomon Gessner schätzt.
Blechen treibt der Landschaftsmalerei die Gefühlsschwelgerei der Romantik und die Biederkeit des Biedermeier aus. In authentischer Weise schafft er Naturstimmungen mit grandiosen Licht- und Farbeffekten. Die Motive sind dazu da, den Lichteinfall und die Farbwirkung der Sonnenstrahlen zu zeigen. Nach seiner Italienreise wird die Wirkung des hellen Sonnenlichts das bestimmende Motiv seiner Landschaften – er zielt in die gleiche Richtung wie die Freiluftmalerei der Impressionisten.

### Ausstellungen
Der Geburtstag des neben Caspar David Friedrich bedeutendsten Landschaftsmalers des frühen 19. Jahrhunderts jährte sich 1998 zum 200. Mal. Anlässlich dieses Jubiläums fanden in und um Cottbus, neben der ständigen Präsentation seiner Bilder im Schloss Branitz, vielfältige Veranstaltungen, Ausstellungen und Konzerte zu Ehren Carl Blechens statt.
Eine ungewöhnliche Veranstaltung war die Berliner Ausstellung von 1990 aus Anlass seines 150. Todestages. Zu dieser Zeit waren die Staatlichen Museen zu Berlin noch geteilt, ursprünglich waren getrennte Ausstellungen in Ost und West geplant. Die Ereignisse der Jahre 1989 und 1990 in Deutschland führten dazu, dass diese Ausstellungen zusammengeführt wurden. Blechen wurde so postum zu einem künstlerischen Begleiter der Wiedervereinigung. Die Ausstellung fand in der Neuen Nationalgalerie statt.
Vom 29. Januar bis 11. April 2010 zeigte die Alte Nationalgalerie Berlin neben einer Anzahl seiner Ölgemälde (auch aus anderen Museen) unter dem Titel „Mit Licht gezeichnet“ aus der Kunstsammlung der Akademie der Künste, Berlin, die 66 lichtdurchfluteten Blätter in Sepia und Graphit von Blechens Amalfi-Skizzenbuch aus dem Jahr 1829. Vom 28. April bis zum 18. Juli 2010 war die Ausstellung in der Casa di Goethe in Rom zu sehen: Zum ersten Mal wurde so dieses Initialwerk der künstlerischen Moderne vollständig in dem Land präsentiert, wo es entstanden ist.

## Werke
- Am Waldesrand (Wuppertal, Von der Heydt-Museum, Inv. Nr. 0264), Öl auf Holz, 34,5 × 53,5 cm
- Die Waldschlucht (Berlin, Alte Nationalgalerie), 1825, Öl auf Leinwand, 98 × 127 cm
- Gotische Kirchenruine (Dresden, Galerie Neue Meister, Inv. Nr. 2637 A), 1826, Öl auf Leinwand, 129,5 × 96,5 cm
- Dämonische Landschaft (Schweinfurt, Museum Georg Schäfer), um 1826,
- Gotische Kirchenruine (Dresden, Schloss Pillnitz), 1826
- Turmruine mit Drachen (Berlin) Alte Nationalgalerie, 1827
- Waldschlucht mit Rotwild (Hannover) Niedersächsisches Landesmuseum, 1828
- Badende im Park von Terni (Stuttgart, Staatsgalerie), 1828/29, Öl auf Papier, 36 × 26 cm
- Badende im Park von Terni (Düsseldorf, Kunstmuseum), 1829, Öl auf Leinwand, 32 × 24,5 cm
- Grotte mit zwei Mönchen am Golf von Neapel (Köln, Wallraf-Richartz-Museum), 1829
- Das Forum Romanum (Wien, Belvedere), 1829, Öl auf Karton.
- Nachmittag auf Capri (Wien, Belvedere), um 1829, Öl auf Leinwand.
- Der Vesuv (Frankfurt am Main, Goethemuseum), 1829, Öl auf Karton.
- Grotte im Park der Villa d’Este (Cottbus, Blechen-Gedenkstätte), um 1829–30, Öl auf Leinwand, 31 × 40 cm
- Landstraße im Winter bei Mondschein (Lübeck, Museum Behnhaus Drägerhaus), nach 1829, Öl auf Holz, 38,6 × 52,7 cm
- Im Park der Villa d’Este (Berlin, Alte Nationalgalerie), 1830, Öl auf Leinwand, 126 × 93 cm
- Kloster Santa Scholastica bei Subiaco (Wuppertal, Von der Heydt-Museum, Inv. Nr. 0667), um 1830, Öl auf Leinwand, 110 × 77 cm
- Im Park der Villa Borghese (Berlin, Alte Nationalgalerie), um 1830, Öl auf Leinwand, 78 × 63 cm
- Walzwerk Neustadt-Eberswalde (Berlin, Alte Nationalgalerie), 1830, Öl auf Holz, 26 × 33 cm
- Der gesprengte Turm des Heidelberger Schlosses (Bremen, Kunsthalle), um 1830, Öl auf Leinwand, 80,5 × 92 cm
- Südliche Felsenschlucht mit Höhlen (Schweinfurt, Museum Georg Schäfer), nach 1830
- Bau der Teufelsbrücke (München, Neue Pinakothek, Inv. Nr. L 1039), um 1830–32, Öl auf Leinwand, 77,8 × 104,5 cm
- Zwei Damen im Park (München, Neue Pinakothek, Inv. Nr. 9875), um 1830–32, Öl auf Leinwand, 39,5 × 33,2 cm
- Mühlental von Amalfi (Leipzig, Museum der bildenden Künste), 1831
- Das Innere des Palmenhauses (Hamburg, Kunsthalle), 1832–34, Öl auf Leinwand, 64 × 56 cm
- Rastender Pilger in einer gotischen Kirchenruine (Kupferstichkabinett Berlin), 1833–34, Aquarell auf Velinpapier, 37,2 × 25,8 cm
- Die Villa d’Este in Tivoli (Berlin, Nationalgalerie), 1831/32, Öl auf Leinwand, 127,5 × 94 cm
- Blick auf Assisi (München, Neue Pinakothek, Inv. Nr. 10338), um 1832–35, Öl auf Leinwand, 97,3 × 146,5 cm
- Klosterhof mit Kreuzgang (Schweinfurt, Museum Georg Schäfer), um 1833/35
- Im Park von Terni badende Mädchen (Schweinfurt, Museum Georg Schäfer), 1835/37
- Badende im Park von Terni (Hannover, Niedersächsisches Landesmuseum), 1836, Öl auf Leinwand, 101 × 56,5 cm

## Galerie

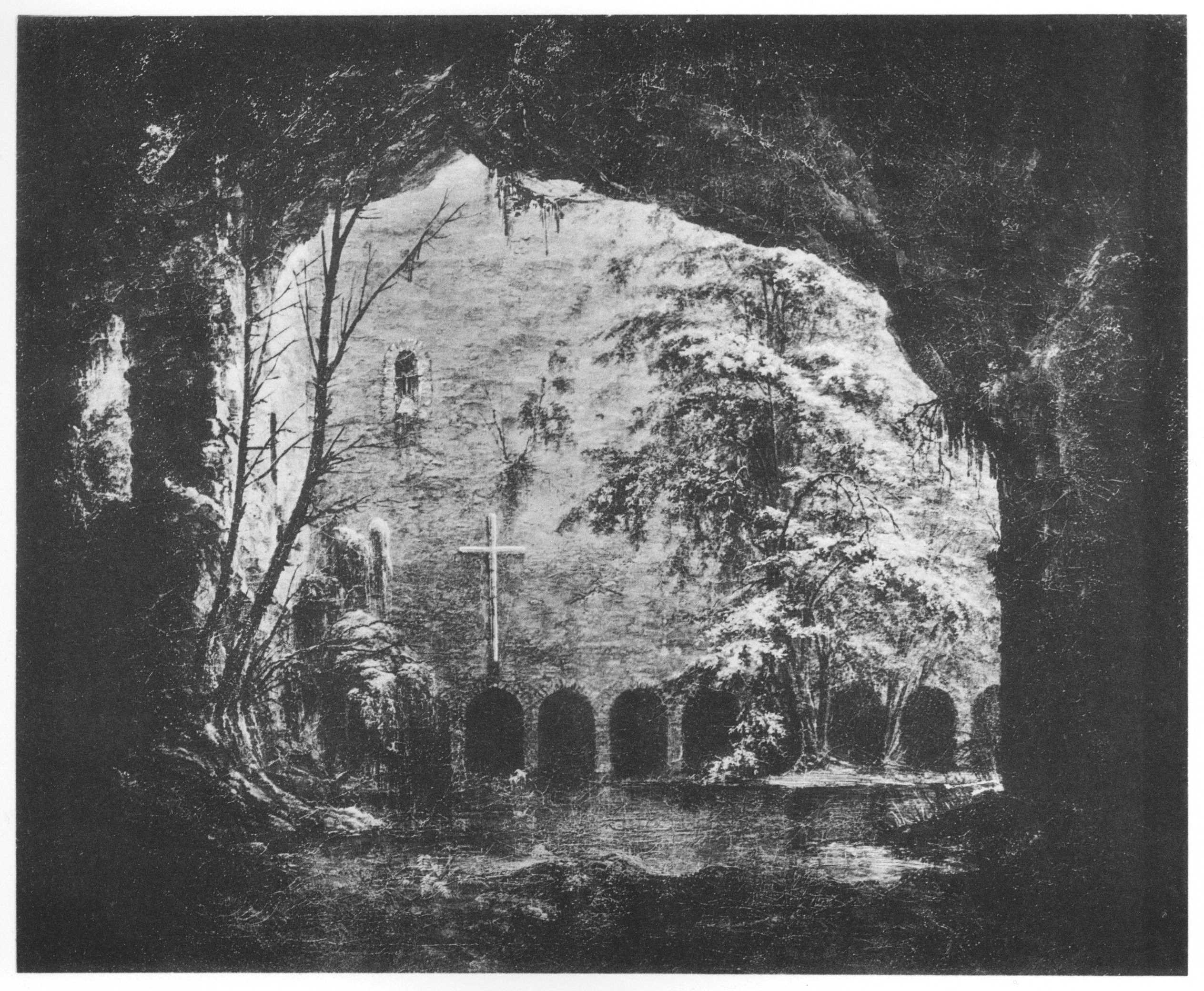
Felsentor, um 1824, 1931 verbrannt
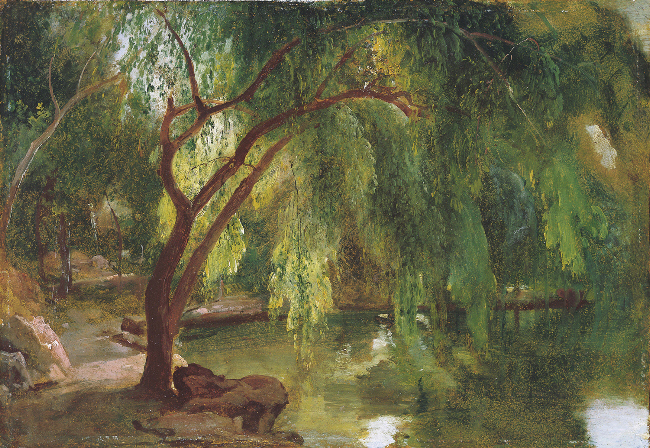
Im Berliner Tiergarten, 1825
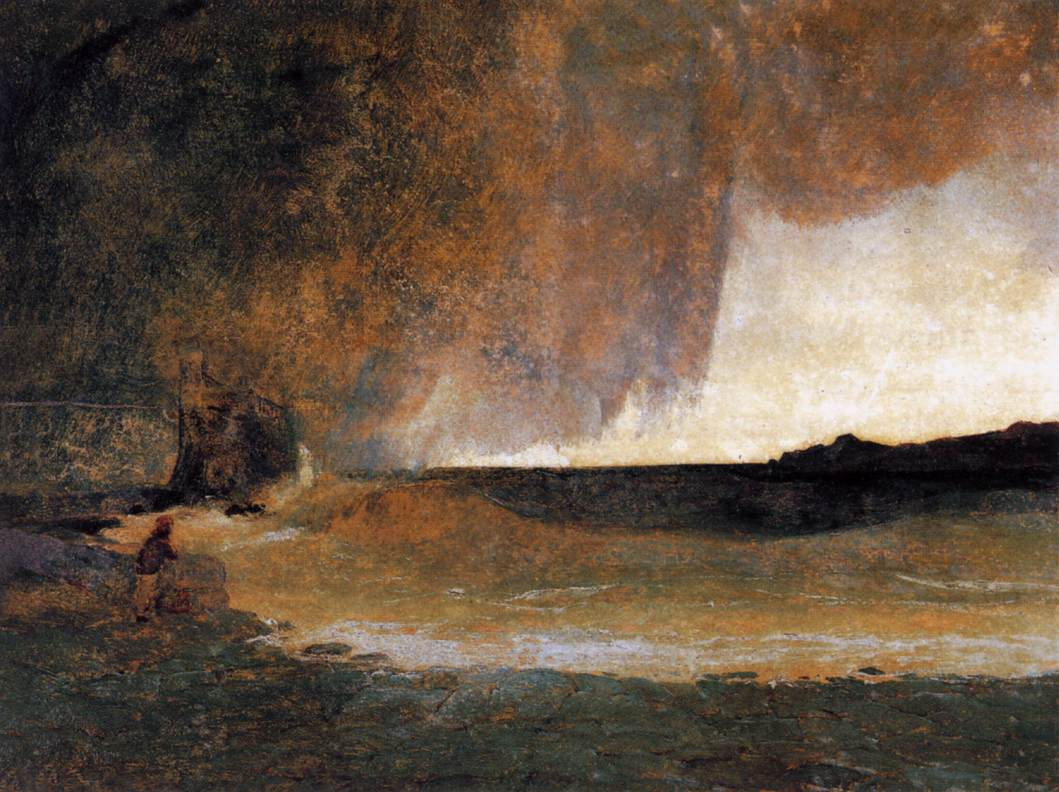
Die Bucht von Rapallo, 1829/30
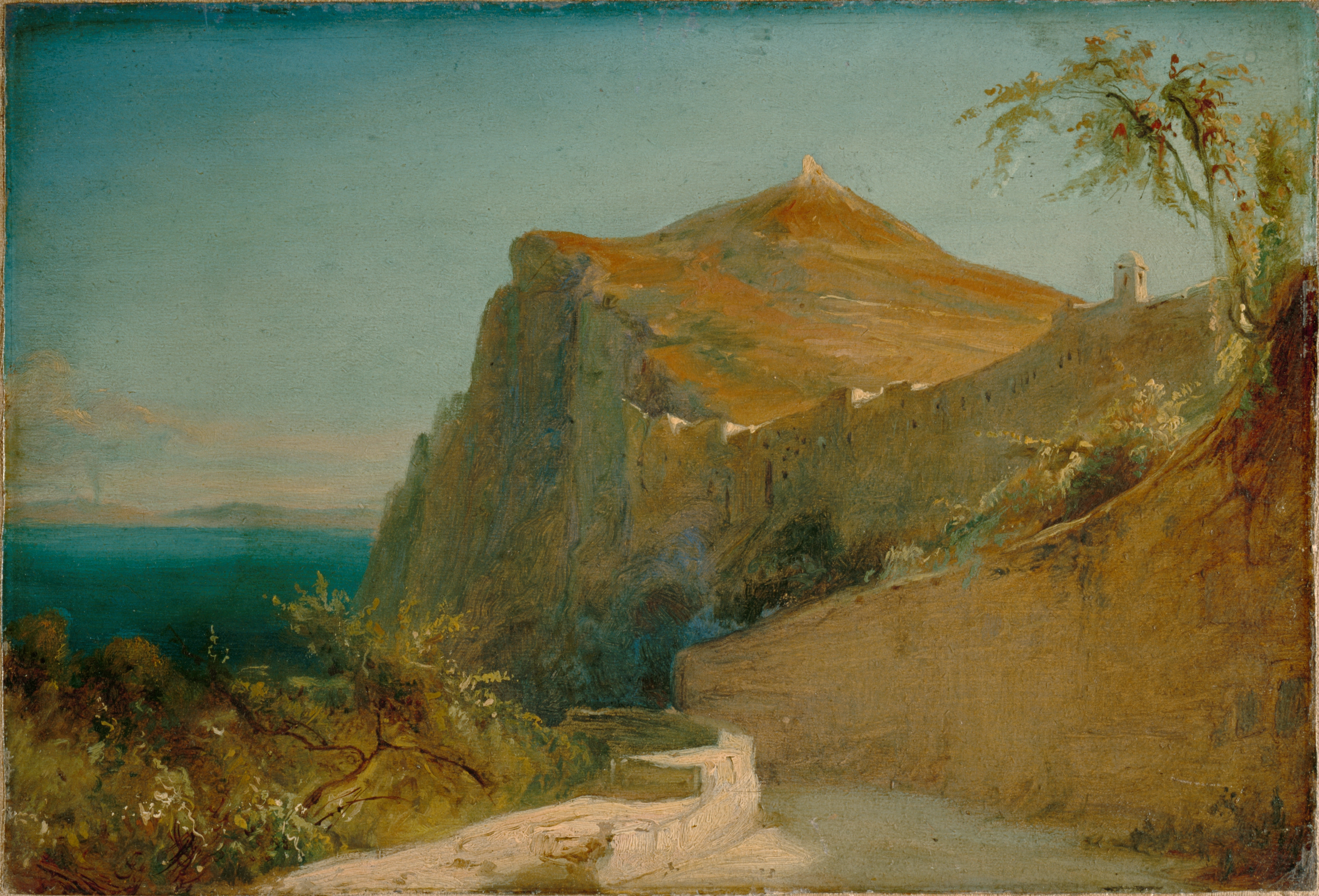
Tiberiusfelsen auf Capri, 1829/30
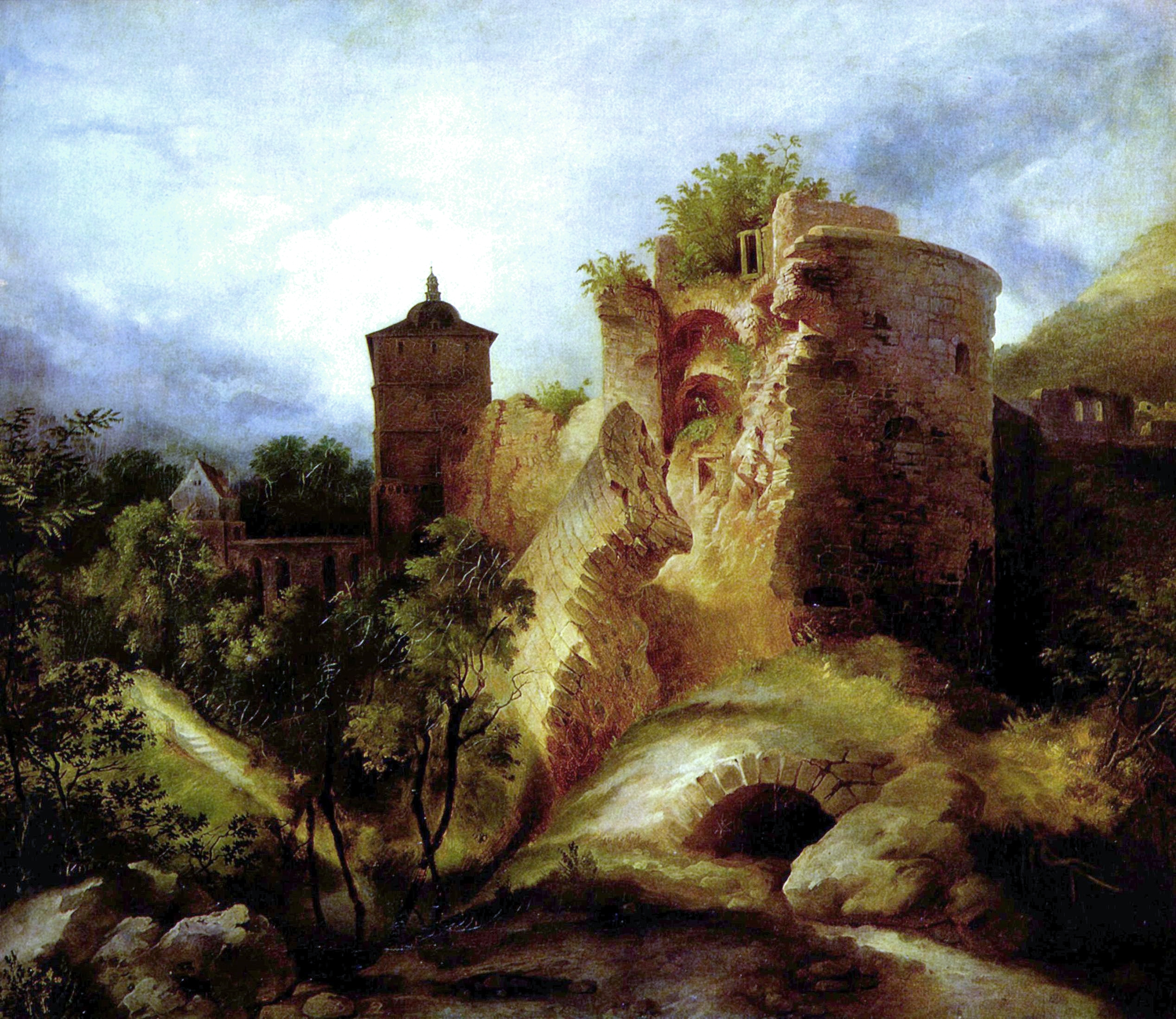
Der gesprengte Turm des Heidelberger Schlosses, um 1830
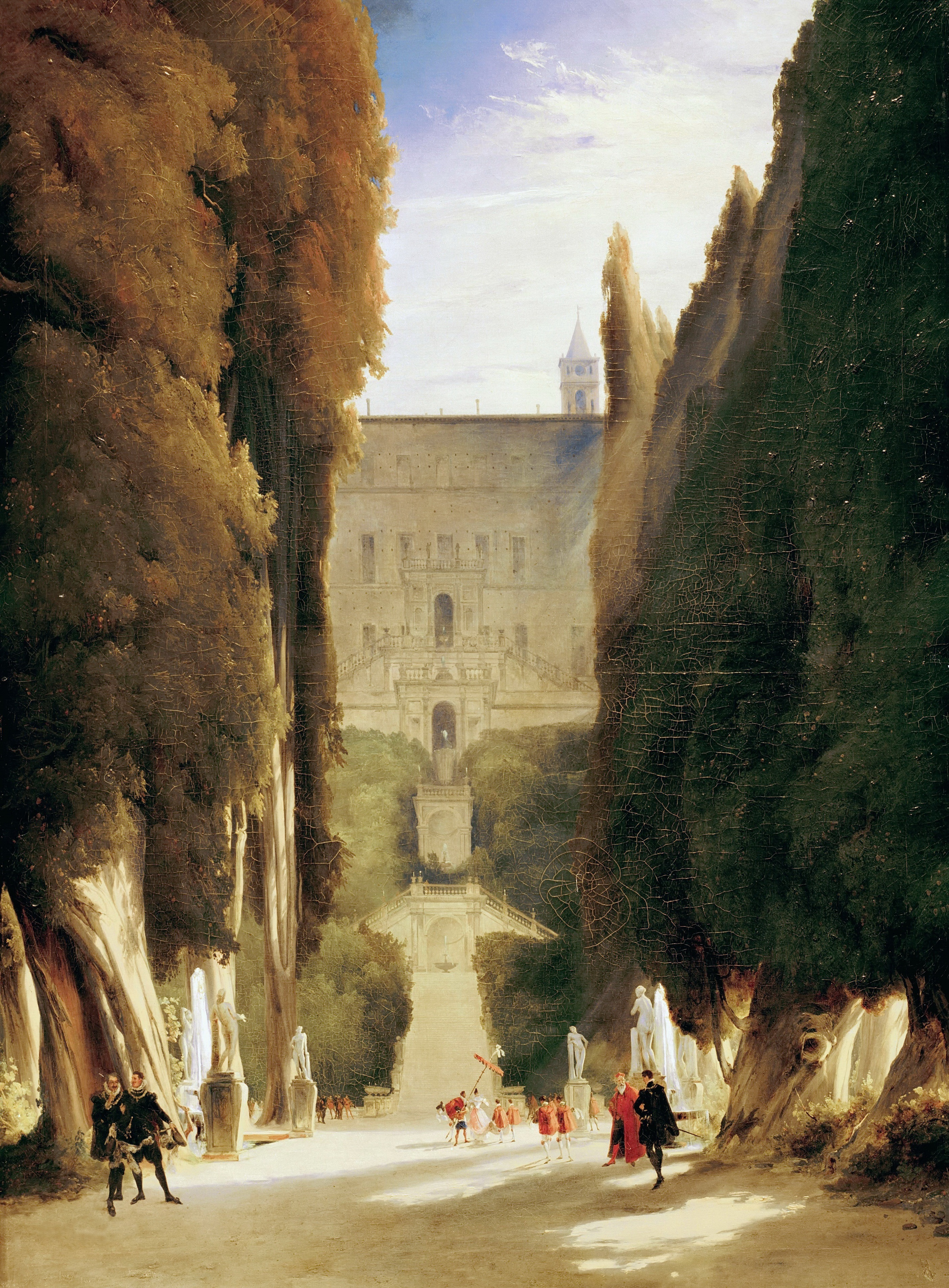
Im Park der Villa d’Este, 1830
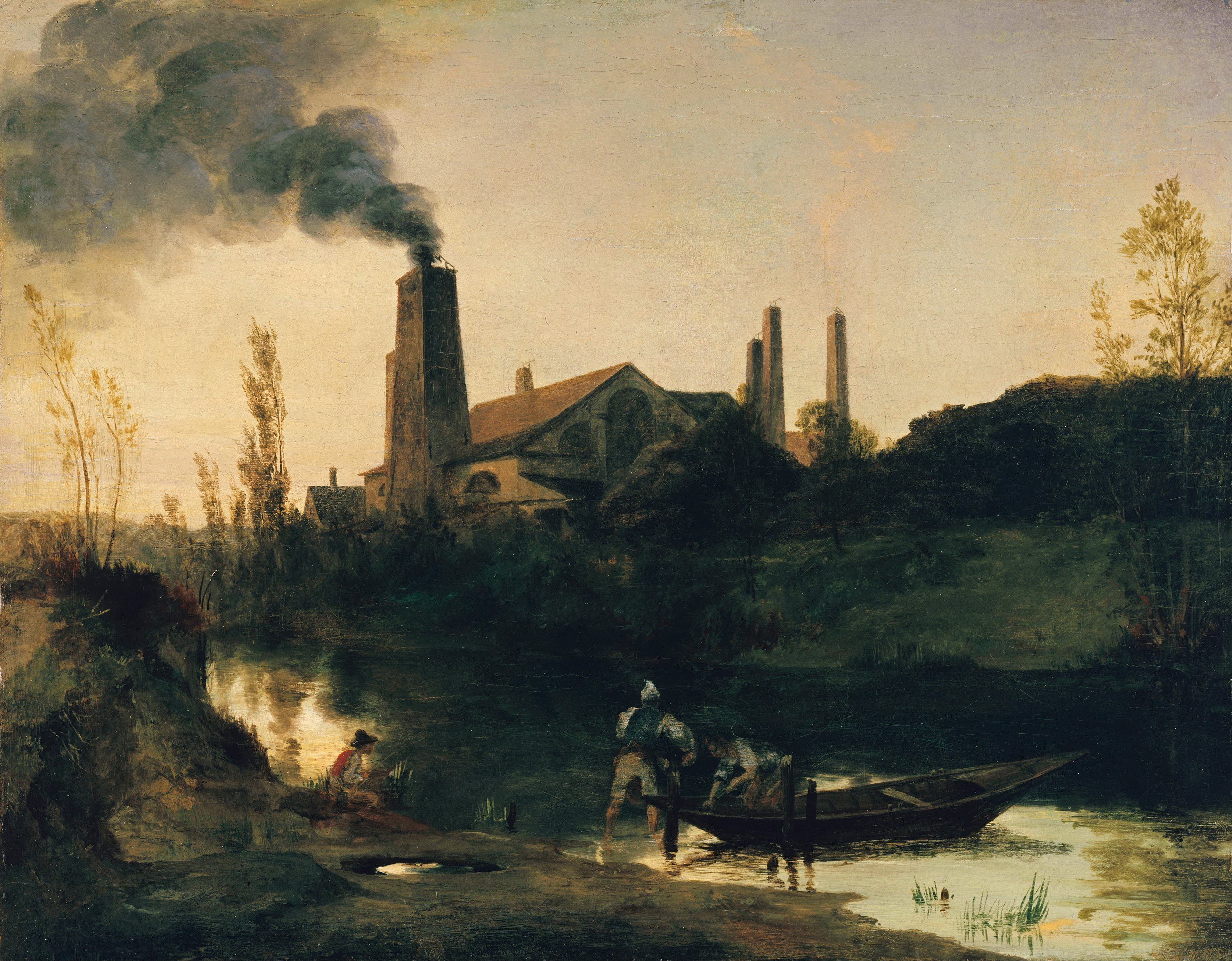
Walzwerk Neustadt-Eberswalde, 1830, Alte Nationalgalerie, Berlin
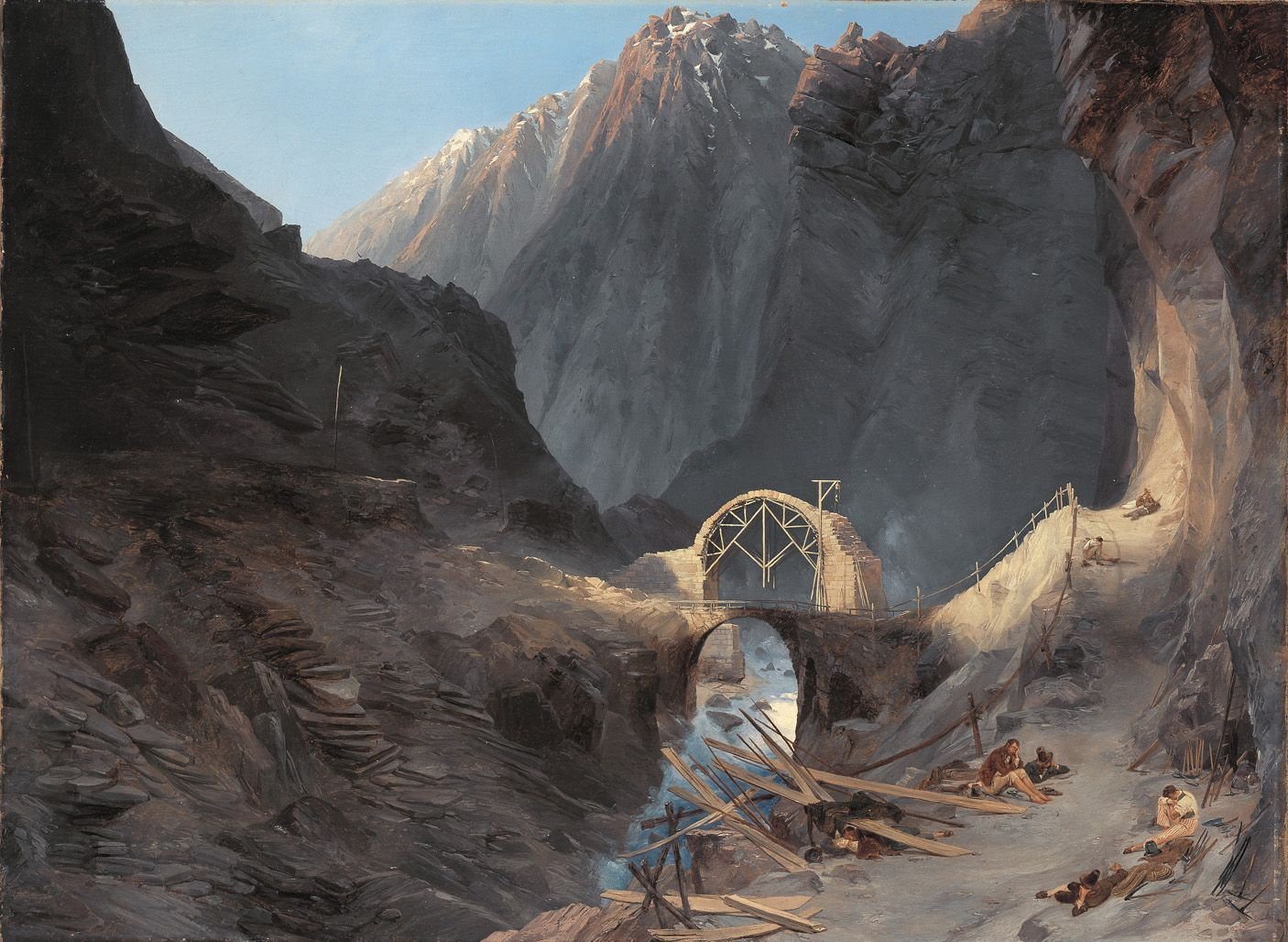
Bau der Teufelsbrücke, 1830–32
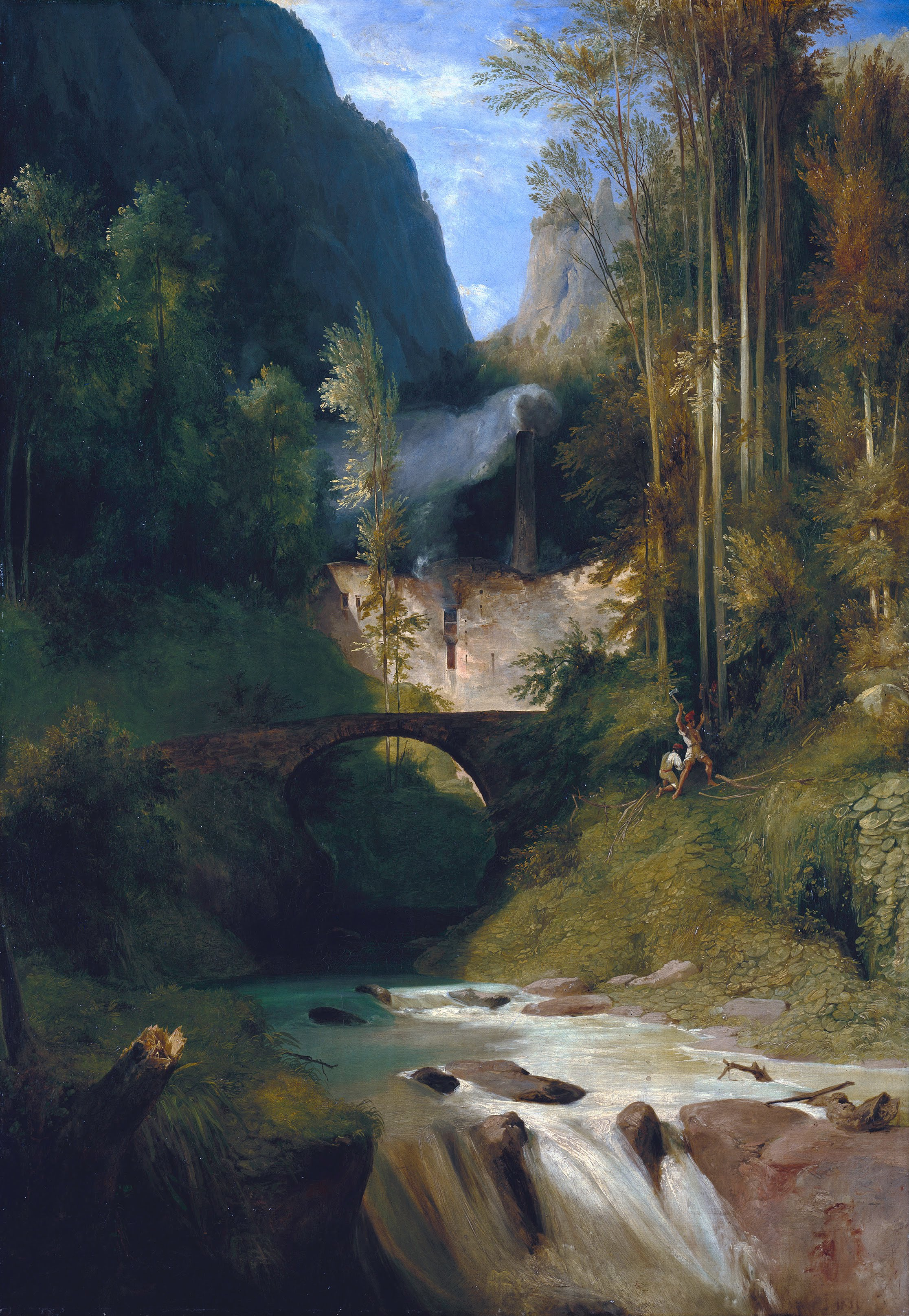
Schlucht bei Amalfi, 1831
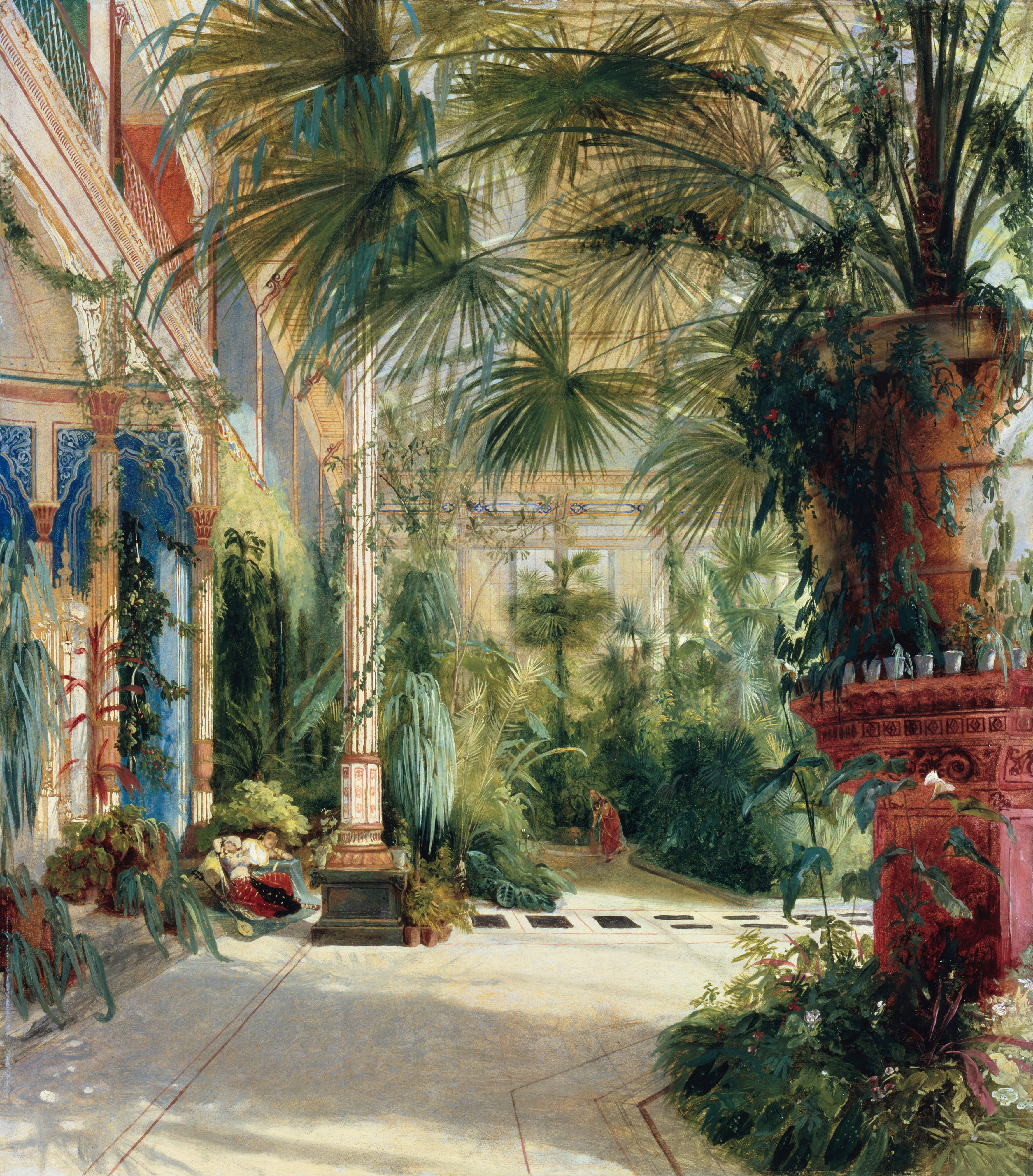
Das Innere des Palmenhauses auf der Pfaueninsel bei Potsdam, 1832
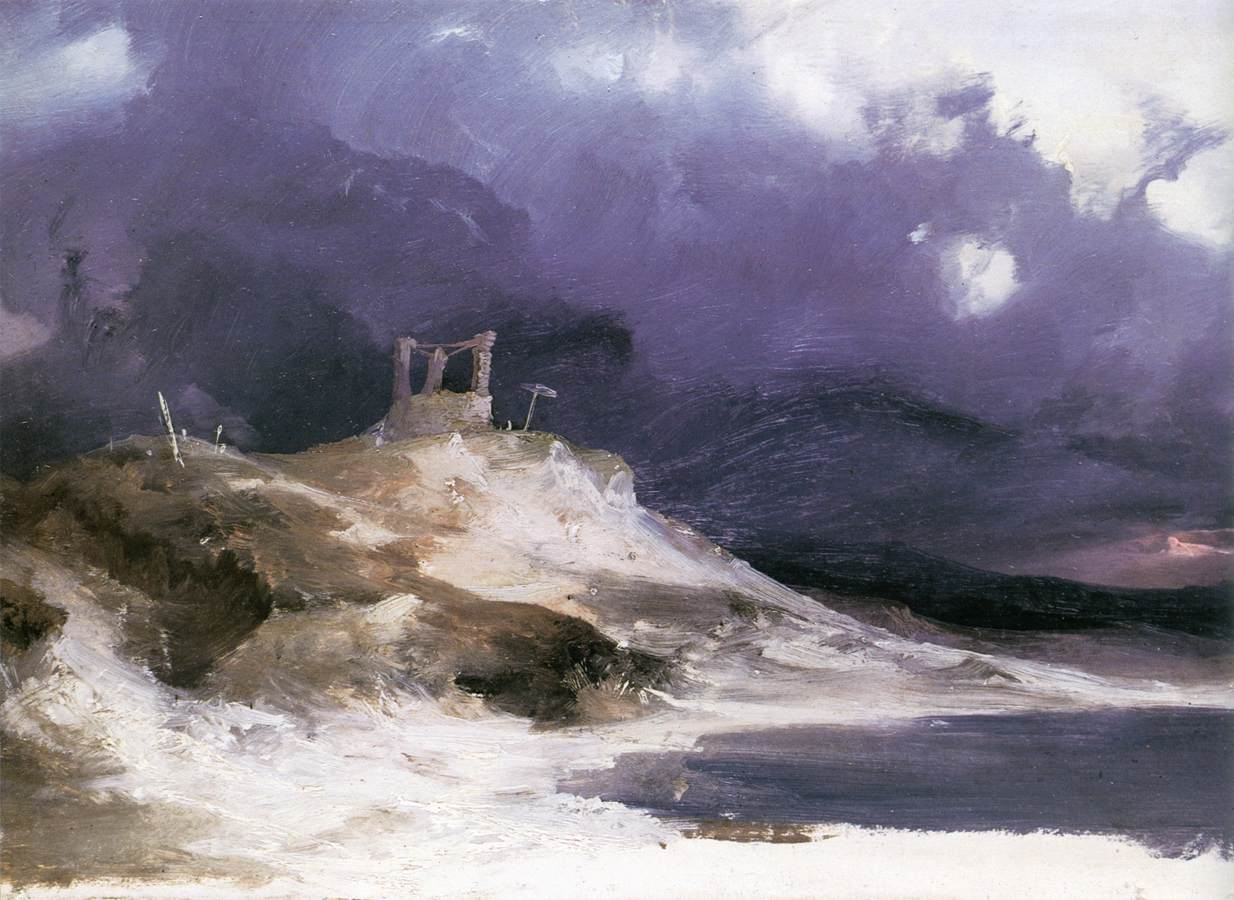
Galgenberg, 1833
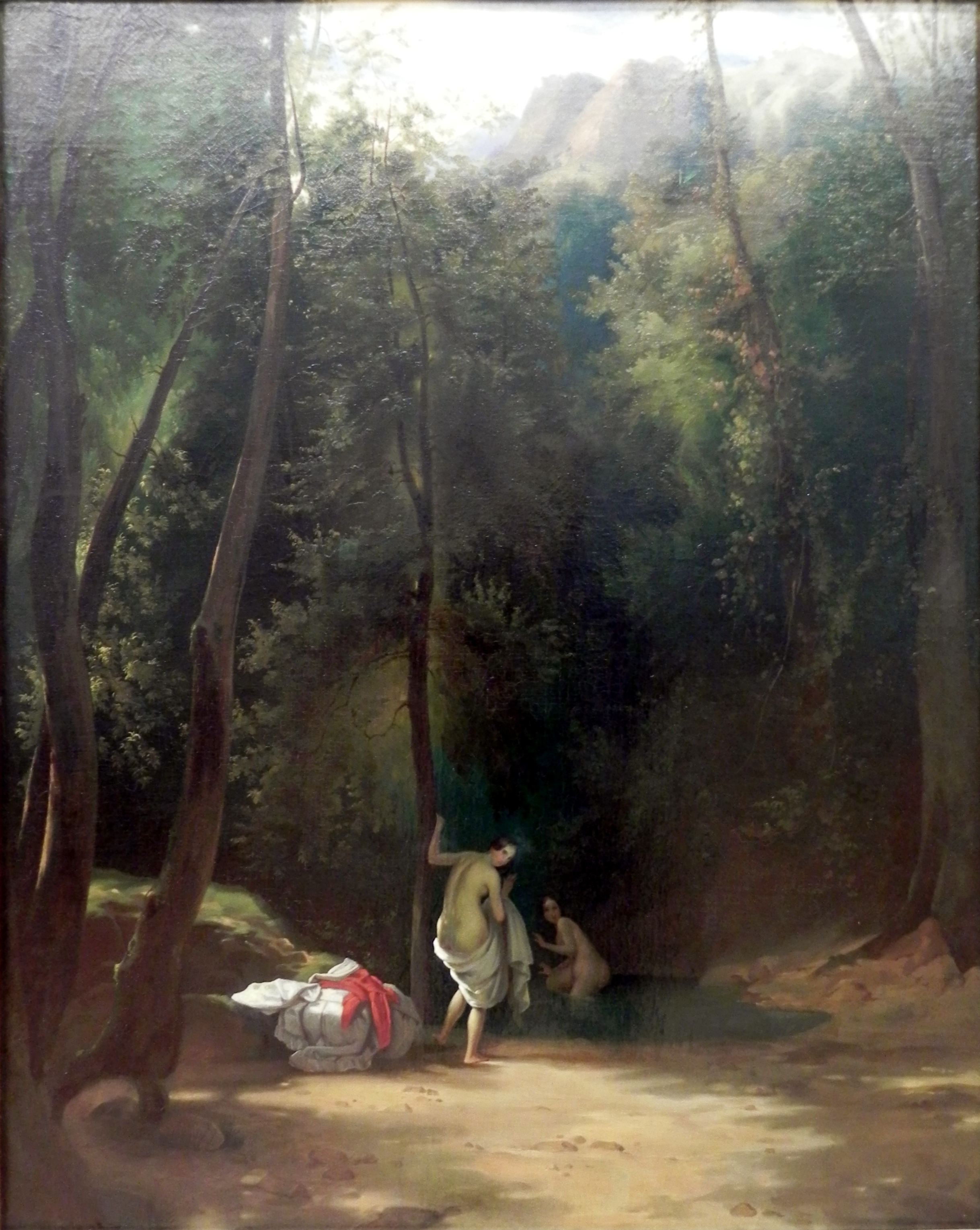
Badende Mädchen im Park von Terni, vermutlich 1834

Carl-Blechen-Büste von Heinz Mamat

## Würdigungen
In Blechens Geburtsstadt Cottbus tragen eine Straße, ein Park und eine Grundschule den Namen des berühmten Sohnes der Stadt. Seit September 2008 ist außerdem ein Einkaufszentrum nach dem Maler benannt. In das Blechen Carré ist auch die unter Denkmalschutz stehende ehemalige Carl-Blechen-Schule integriert. Der Cottbuser Künstler Heinz Mamat schuf im Jahr 1986 eine Büste, die ursprünglich für den Carl-Blechen-Klub Cottbus aus Anlass des 40. Jahrestages des Kulturbundes in Auftrag gegeben wurde. Nach der Wende kam sie zur Grundschule und ist dort in der Aula zu sehen.
Im Juli 2011 nahm das art-Magazin Blechens Ölgemälde Walzwerk Neustadt-Eberswalde (1830) mit einem sechsseitigen Artikel in die Serie Meilensteine – Die großen Kunstwerke der Kunst auf.